# Adolf Julius Berg
Adolf Julius Berg, född 28 juli 1820 i Karlskrona stadsförsamling, död 1 november 1876 i Stockholm, var en svensk konstnär.
Berg var främst landskapsmålare men utförde även porträtt. I sitt landskapsmåleri stod han först under inflytande från Carl Johan Fahlcrantz, men senare Marcus Larson. Han målade främst landskapsbilder från Blekinge och utsikter över olika städer, såsom Kalmar, Karlskrona och Eskilstuna, ofta i månsken eller kvällsbelysning. Han deltog flitigt i konstakademiens utställningar på 1840-talet till 1860-talet. Berg finns representerad vid bland annat Lunds universitetsbibliotek, Göteborgs konstmuseum, och Nationalmuseum i Stockholm. Han är begravd på Norra begravningsplatsen utanför Stockholm.

## Galleri

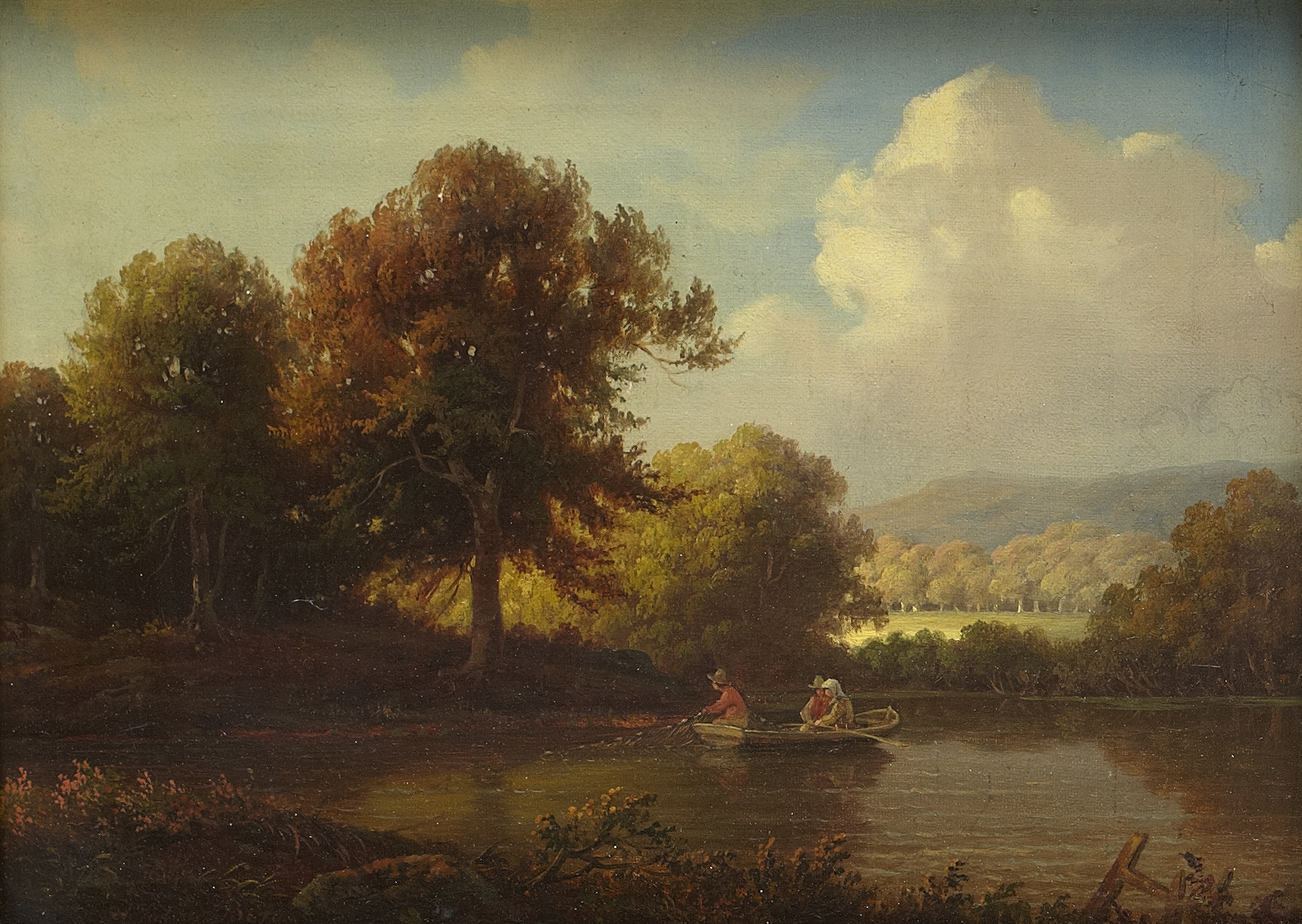
Landskapsmotiv med figurer.